# Eco della Valdichiana
L'Eco della Valdichiana è stato un giornale periodico della zona di Montepulciano del XIX secolo, ancora pubblicato all'inizio del XX secolo.

## Storia
Il periodico era stampato ad opera di liberi pensatori di Montepulciano, di ispirazione repubblicana, mazziniana, socialista, anticlericale. Ciò indusse l'autorità pubblica e la censura a osteggiarne la pubblicazione e diffusione. Nel 1831 infatti il giornale fu vietato insieme al Messaggero livornese. Riprese comunque presto le pubblicazioni, che si protrassero sino al Novecento inoltrato.